# Rhysipolis mongolicus
Rhysipolis mongolicus är en stekelart som beskrevs av Sergey A. Belokobylskij 1985. Rhysipolis mongolicus ingår i släktet Rhysipolis och familjen bracksteklar. Inga underarter finns listade i Catalogue of Life.